# Athlétisme aux Jeux d'Amérique centrale et des Caraïbes de 1993
Navigation
Mexico 1990 Maracaibo 1998
Les épreuves d'athlétisme des Jeux d'Amérique centrale et des Caraïbes de 1993 ont eu lieu  à Ponce, sur l'île de Porto Rico.

## Résultats

### Hommes
| Épreuve | Or                                 | Or              | Argent                          | Argent          | Bronze                           | Bronze                         |
| --- | ---------------------------------- | --------------- | ------------------------------- | --------------- | -------------------------------- | ------------------------------ |
| 100 m | Joel Isasi Cuba                    | 10 s 38         | Andrés Simón Cuba               | 10 s 49         | Patrick Delice Trinité-et-Tobago | 10 s 62                        |
| 200 m | Andrew Tynes Bahamas               | 20 s 64         | Iván García Cuba                | 20 s 71         | Jorge Aguilera Cuba              | 20 s 91                        |
| 400 m | Norberto Téllez Cuba               | 45 s 80         | Neil de Silva Trinité-et-Tobago | 46 s 07         | Omar Meña Cuba                   | 46 s 32                        |
| 800 m | Javier Soto Porto Rico             | 1 min 49 s 40   | Héctor Herrera Cuba             | 1 min 49 s 99   | Dale Jones Antigua-et-Barbuda    | 1 min 50 s 05                  |
| 1 500 m | José López Venezuela               | 3 min 43 s 89   | Desmond Hector Guyana           | 3 min 46 s 08   | Arturo Espejel Mexique           | 3 min 46 s 74                  |
| 5 000 m | Isaac García Mexique               | 13 min 57 s 84  | Gabino Apolonio Mexique         | 14 min 06 s 43  | Orlando Ceballos Porto Rico      | 14 min 31 s 08                 |
| 10 000 m | Dionicio Cerón Mexique             | 28 min 58 s 11  | Isaac García Mexique            | 29 min 33 s 74  | Orlando Ceballos Porto Rico      | 30 min 11 s 60                 |
| Marathon | Benjamín Paredes Mexique           | 2 h 14 min 23 s | Julio Hernández Colombie        | 2 h 17 min 21 s | Samuel López Mexique             | 2 h 17 min 38 s                |
| 3000 m steeple | Rubén García Mexique               | 8 min 38 s 43   | Héctor Arias Mexique            | 8 min 40 s 19   | Juan Ramón Conde Cuba            | 8 min 45 s 62                  |
| 110 m haies | Emilio Valle Cuba                  | 13 s 87         | Wagner Marseille Haïti          | 14 s 10         | Alexis Sánchez Cuba              | 14 s 14                        |
| 400 m haies | Domingo Cordero Porto Rico         | 49 s 60         | Pedro Piñera Cuba               | 50 s 12         | Juan Gutiérrez Mexique           | 50 s 47                        |
| Saut en hauteur | Javier Sotomayor Cuba              | 2,35 m          | Marino Drake Cuba               | 2,20 m          | Antonio Burgos Porto Rico        | 2,14 m                         |
| Saut à la perche | Edgar Díaz Porto Rico              | 5,30 m          | Alberto Manzano Cuba            | 5,30 m          | Pas d'autre médaille attribuée   | Pas d'autre médaille attribuée |
| Saut en longueur | Wendell Williams Trinité-et-Tobago | 7,95 m          | Michael Francis Porto Rico      | 7,92 m          | Jaime Jefferson Cuba             | 7,85 m                         |
| Triple saut | Yoelbi Quesada Cuba                | 17,06 m         | Daniel Osorio Cuba              | 16,52 m         | Sergio Saavedra Venezuela        | 16,30 m                        |
| Lancer du poids | Jorge Montenegro Cuba              | 18,88 m         | Carlos Fandiño Cuba             | 18,68 m         | Yojer Medina Venezuela           | 17,96 m                        |
| Lancer du disque | Alexis Elizalde Cuba               | 61,24 m         | Luis Delís Cuba                 | 59,32 m         | Yojer Medina Venezuela           | 54,94 m                        |
| lancer du marteau | Alberto Sánchez Cuba               | 72,20 m         | Eladio Hernández Cuba           | 69,58 m         | Guillermo Guzmán Mexique         | 65,52 m                        |
| Lancer du javelot | Luis Lucumí Colombie               | 74,58 m         | Ovidio Trimiño Cuba             | 73,08 m         | Emeterio González Cuba           | 71,24 m                        |
| Décathlon | Eugenio Balanqué Cuba              | 7 889 pts       | Raúl Duany Cuba                 | 7 715 pts       | José Román Porto Rico            | 7 262 pts                      |
| 20 km marche | Daniel García Mexique              | 1 h 26 min 22 s | Héctor Moreno Colombie          | 1 h 26 min 32 s | Julio Martínez Guatemala         | 1 h 29 min 43 s                |
| 50 km marche | Edel Oliva Cuba                    | 3 h 55 min 21 s | Germán Sánchez Mexique          | 3 h 56 min 18 s | Julio César Urías Guatemala      | 4 h 03 min 24 s                |
| 4 × 100 m | Cuba                               | 39 s 24         | Porto Rico                      | 40 s 01         | Colombie                         | 40 s 09                        |
| 4 × 400 m | Cuba                               | 3 min 05 s 62   | Trinité-et-Tobago               | 3 min 06 s 96   | Jamaïque                         | 3 min 07 s 23                  |
| Records et Performances - AR : Record continental (area record) - CR : Record des championnats (championship record) - MR : Record du meeting (meet record) - NR : Record national (national record) - OR : Record olympique (olympic record) - PR : Record paralympique (paralympic record) - PB : Record personnel (personal best) - SB : Meilleure performance personnelle de la saison (season's best) - WL : Meilleure performance mondiale de l'année (world leader) - WJR : Record du monde junior (world junior record) - WR : Record du monde (world record) Circonstances et Conditions - DNF : N'a pas terminé (did not finish) - DNS : N'a pas pris le départ (did not start) - DQ : Disqualification (disqualification) - NM : Aucun essai valable enregistré (No Mark) - Q : Qualifié « directement » au prochain tour (ou à la prochaine compétition), lors d'une compétition majeure, grâce au classement ou à la réalisation des minima (automatic qualifier) - q : Qualifié au prochain tour (ou à la prochaine compétition), lors d'une compétition majeure, grâce au repêchage ou à la réalisation de l'une des meilleures performances parmi celles des « non qualifiés directement » (grâce au meilleur temps ou à la meilleure distance par exemple) (secondary qualifier) |                                    |                 |                                 |                 |                                  |                                |

### Femmes
| Épreuve | Or                            | Or             | Argent                    | Argent         | Bronze                        | Bronze         |
| --- | ----------------------------- | -------------- | ------------------------- | -------------- | ----------------------------- | -------------- |
| 100 m | Liliana Allen Cuba            | 11 s 52        | Miriam Ferrer Cuba        | 11 s 81        | Chandra Sturrup Bahamas       | 11 s 89        |
| 200 m | Liliana Allen Cuba            | 23 s 14        | Idalmis Bonne Cuba        | 23 s 53        | Ximena Restrepo Colombie      | 23 s 88        |
| 400 m | Julia Duporty Cuba            | 51 s 81        | Zoila Stewart Costa Rica  | 52 s 57 (NR)   | Nancy McLeón Cuba             | 52 s 59        |
| 800 m | Letitia Vriesde Suriname      | 2 min 04 s 28  | Ana Fidelia Quirot Cuba   | 2 min 05 s 22  | Daisy Ocasio Porto Rico       | 2 min 06 s 52  |
| 1 500 m | Letitia Vriesde Suriname      | 4 min 18 s 45  | Isabel Juárez Mexique     | 4 min 20 s 20  | Susana A. Díaz Mexique        | 4 min 21 s 45  |
| 3 000 m | Isabel Juárez Mexique         | 9 min 16 s 27  | Adriana Fernández Mexique | 9 min 18 s 93  | Milagro Rodríguez Cuba        | 9 min 22 s 36  |
| 10 000 m | María del Carmen Díaz Mexique | 34 min 49 s 67 | Lucía Rendón Mexique      | 35 min 13 s 30 | Carmen Serrano Porto Rico     | 36 min 19 s 66 |
| Marathon | Emma Cabrera Mexique          | 2:42 min 29    | María Elena Reyna Mexique | 2:43 min 39    | Emperatriz Wilson Cuba        | 2:54 min 41    |
| 100 m haies | Aliuska López Cuba            | 13 s 46        | Oraidis Ramírez Cuba      | 13 s 49        | Joyce Meléndez Porto Rico     | 14 s 22        |
| 400 m haies | Lency Montelier Cuba          | 57 s 61        | Maribelsy Peña Colombie   | 58 s 68        | Wynsome Cole Jamaïque         | 1 min 00 s 23  |
| Saut en longueur | Niurka Montalvo Cuba          | 6,37 m         | Eloína Echevarría Cuba    | 5,91 m (w)     | Suzette Lee Jamaïque          | 5,53 m         |
| Triple saut | Niurka Montalvo Cuba          | 13,57 m        | Eloína Echevarría Cuba    | 13,02 m        | Suzette Lee Jamaïque          | 12,40 m        |
| Lancer du poids | Herminia Fernández Cuba       | 18,00 m        | Yumileidi Cumbá Cuba      | 17,67 m        | Laverne Eve Bahamas           | 15,35 m        |
| Lancer du disque | Bárbara Hechevarría Cuba      | 61,02 m        | Maritza Martén Cuba       | 59,44 m        | María Isabel Urrutia Colombie | 53,12 m        |
| Lancer du javelot | Isel López Cuba               | 61,48 m        | Xiomara Rivero Cuba       | 57,02 m        | Patricia Alonso Venezuela     | 50,38 m        |
| Heptathlon | Magalys García Cuba           | 5 903 pts      | Regla Cárdenas Cuba       | 5 838 pts      | Zorobabelia Córdoba Colombie  | 5 326 pts      |
| 10 000 m marche | María Colín Mexique           | 47 min 57 s 20 | Liliana Bermeo Colombie   | 49 min 21 s 18 | Magdalena Guzmán Salvador     | 53 min 16 s 81 |
| 4 × 100 m | Cuba                          | 44 s 59        | Colombie                  | 44 s 62        | Jamaïque                      | 45 s 75        |
| 4 × 400 m | Cuba                          | 3 min 31 s 27  | Jamaïque                  | 3 min 37 s 72  | Porto Rico                    | 3 min 39 s 51  |
| Records et Performances - AR : Record continental (area record) - CR : Record des championnats (championship record) - MR : Record du meeting (meet record) - NR : Record national (national record) - OR : Record olympique (olympic record) - PR : Record paralympique (paralympic record) - PB : Record personnel (personal best) - SB : Meilleure performance personnelle de la saison (season's best) - WL : Meilleure performance mondiale de l'année (world leader) - WJR : Record du monde junior (world junior record) - WR : Record du monde (world record) Circonstances et Conditions - DNF : N'a pas terminé (did not finish) - DNS : N'a pas pris le départ (did not start) - DQ : Disqualification (disqualification) - NM : Aucun essai valable enregistré (No Mark) - Q : Qualifié « directement » au prochain tour (ou à la prochaine compétition), lors d'une compétition majeure, grâce au classement ou à la réalisation des minima (automatic qualifier) - q : Qualifié au prochain tour (ou à la prochaine compétition), lors d'une compétition majeure, grâce au repêchage ou à la réalisation de l'une des meilleures performances parmi celles des « non qualifiés directement » (grâce au meilleur temps ou à la meilleure distance par exemple) (secondary qualifier) |                               |                |                           |                |                               |                |

## Tableau des médailles
| Rang | Nation             | Or | Argent | Bronze | Total |
| ---- | ------------------ | -- | ------ | ------ | ----- |
| 1    | Cuba               | 31 | 29     | 12     | 72    |
| 2    | Mexique            | 9  | 8      | 5      | 22    |
| 3    | Porto Rico         | 4  | 3      | 9      | 16    |
| 4    | Colombie           | 2  | 5      | 6      | 13    |
| 5    | Venezuela          | 2  | 0      | 5      | 7     |
| 6    | Suriname           | 2  | 0      | 0      | 2     |
| 7    | Trinité-et-Tobago  | 1  | 2      | 1      | 4     |
| 8    | Bahamas            | 1  | 0      | 2      | 3     |
| 9    | Jamaïque           | 0  | 1      | 7      | 8     |
| 10   | Bermudes           | 0  | 1      | 0      | 1     |
| 10   | Guyana             | 0  | 1      | 0      | 1     |
| 10   | Haïti              | 0  | 1      | 0      | 1     |
| 10   | Costa Rica         | 0  | 1      | 0      | 1     |
| 14   | Guatemala          | 0  | 0      | 2      | 2     |
| 15   | Antigua-et-Barbuda | 0  | 0      | 1      | 1     |
| 15   | Salvador           | 0  | 0      | 1      | 1     |